# Bolitoglossa stuarti
Espèce
Statut de conservation UICN

 DD  : Données insuffisantes
Bolitoglossa stuarti est une espèce d'urodèles de la famille des Plethodontidae.

## Répartition
Cette espèce se rencontre du Sud de l'État du Chiapas au Mexique jusqu'à l'extrême Ouest du Guatemala. Elle est présente entre 1 200 et 2 000 m d'altitude.

## Description
La femelle holotype mesure 97,2 mm de longueur totale dont 60,0 mm de longueur standard et 37,2 mm pour la queue.

## Étymologie
Cette espèce est nommée en l'honneur de Laurence Cooper Stuart.

## Publication originale
- Wake & Brame, 1969 : Systematics and evolution of neotropical salamanders of the Bolitoglossa helmrichi group. Contributions in Science. Natural History Museum of Los Angeles County, no 175, p. 1-40 (texte intégral).